# Соичи Ногучи
Соичи Ногучи (野口 聡一 Noguchi Sōichi, Јокохама, 15. април 1965) јапански је аерокосмички инжењер и астронаут Јаксе. Његов први лет у свемир је била мисија STS-114 (26. јула 2005), када је био специјалиста мисије на броду за Насину прву „ритерн то флајт” мисију Спејс-шатл након катастрофе Колумбије. Последњи пут је био у свемиру као део посаде Сојуза ТМА-17 и Експедиције 22 на Међународној свемирској станици; вратили су се на Земљу 2. јуна 2010. године. Ногучи је пети јапански астронаут који је летео у свемир и четврти који је летео на спејс-шатлу.

## Лични живот
Рођен је 1965. године у Јокохами (Канагава, Јапан). Сматра Чигасаки својим родним градом. Има сертификат инструктора лета као CFII и MEI. Био је извиђач. Ожењен је и има троје деце. Хобији Ногучија укључују џогирање, кошарку, скијање и камповање.

## Образовање
Дипломирао је у Средњој школи „Чигасаки-Хокурјо” у Чигасакију (1984), а потом студирао на Универзитету у Токију — стекао је степен бачелора (1989) и мастера (1991), обоје у аерокосмичком инжењерингу.

## Инжењерска каријера
Након завршетка школовања, Ногучи је радио за Ишикаваџима-Харима хеви индустрис, распоређен у одељење за истраживање и развој у дивизији Аеро-мотори и свемирске операције. Радио је на аеродинамичком дизајну комерцијалних мотора.

## Астронаутска каријера
Одабран је као кандидат-астронаут за Јапанску националну агенцију за свемирски развој (данас део Јаксе) у јуну 1996. У августу 1996, пријавио се у Насин Свемирски центар Џонсон за астронаутски тренинг у овој агенцији. Квалификовао се као специјалиста мисије након две године, а тренинг је добио на руским свемирским системима у Центру за обуку космонаута Јуриј Гагарин године 1998. Распоређен је за техничку подршку Јапанском експерименталном модулу на Међународној свемирској станици, а потом — априла 2001. — међу посаду STS-114 као специјалиста мисије.
Летео је до МСС на мисији Сојуз ТМА-17, 20. децембра 2009. године. Радио је као примарни члан посаде тј. инжењер лета Експедиције 22 и Експедиције 23. Док је био у свемиру, направио је много фотографија Земље које је поделио са светом преко Твитера. Вратио се на Земљу 2. јуна 2010. године.

## Занимљивости
Ногучи се може чути у 13. и 26. епизоди аниме/манга серије Uchū Kyōdai (Свемирска браћа), која је емитована 24. јуна 2012. од. 29. септембра [редом].
Дана 2. августа 2015. године, Ногучи се у арени обратио 33.628 другова-извиђача током 23. Светског извиђачког Џамборија у Јапану.